# Łysak kulistawozarodnikowy
Łysak kulistawozarodnikowy (Gymnopilus subsphaerosporus (Joss.) Kühner & Romagn.) – gatunek grzybów należący do rodziny podziemniczkowatych (Hymenogastraceae).

## Systematyka i nazewnictwo
Pozycja w klasyfikacji według Index Fungorum: Gymnopilus, Hymenogastraceae, Agaricales, Agaricomycetidae, Agaricomycetes, Agaricomycotina, Basidiomycota, Fungi.
Po raz pierwszy opisał go w 1948 roku Marcel Josserand, nadając mu nazwę Naucoria subsphaerospora. W 1953 r. Robert Kühner i Henri Charles Louis Romagnesi przenieśli go do rodzaju Gymnopilus. Według Index Fungorum jest to takson niepewny. Nazwę polską zaproponował Władysław Wojewoda w 2003 r.

## Występowanie i siedlisko
W piśmiennictwie naukowym na terenie Polski do 2003 r. jedyne stanowisko podała Anna Bujakiewicz w 1979 r. w Babiogórskim Parku Narodowym, w późniejszych latach podała kilka następnych.
Grzyb saprotroficzny występujący w iglastych lasach na resztkach drzewnych świerka.